# Мечеть Хаджі Якуб (Душанбе)
Мечеть Хаджі Якуб (тадж. Масҷиди Ҳоҷӣ Яъқуб) — центральна мечеть у столиці Таджикистану місті Душанбе.

## Загальні дані
Мечеть Хаджі Якуб розташована на центральній міській магістралі Душанбе — на проспекті Рудакі (колишній проспект Леніна) поряд з Ісламським університетом імені імама А'зама Абуханіфи.
При зведенні мечеті, як у загальному плані культової споруди, так і в оздобленні фасадів, стін, мінарету та інтер'єрів було використано са́ме таджицькі національні традиції культового будівництва та мистецтва — традиційна таджицька хона добре прглядаєтьчя у зовнішньому вигляді мечеті.   

## З історії мечеті
За СРСР у Душанбе не було ані давніх мечетей (місто є молодим, див. тут), ані великих мечетей. Зведення великої мечеті у столиці Таджикистану стало можливим зі здобуттям країною незалежності 1991 року.
Мечеть Хаджі Якуб у Душанбе як центральна мечеть будувалась у період від 1997 до 2001 року за особистого сприяння Президента Республіки Таджикистан Емомалі Рахмона, за участі Голови міста Душанбе Махмасаїда Убайдуллоєва і голови Ісламського центру і головного муфтія країни шейха Амонулло Не'матзода.
Мечеть стала найбільшою в місті, і, наприклад, на святкову молитву в Ід аль-фітр 19 вересня 2009 року прийняла 15 тисяч мусульман. 
Проте найбільшою мечеттю Душанбе, Таджикистану та всієї Центральної Азії має стати нова центральна мечеть міста, перший камінь у будівництво якої заклав Президент Республіки Таджикистан Е. Рахмон у жовтні того ж (2009) року.

## Виноски
1. ↑  Хасанова Мавджуда На святкову молитву в свято Ід аль-Фітр у центральній мечеті Душанбе зберуться 15 тисяч мусульман, інф. за 19 вересня 2009 року на www.asiaplus.tj[недоступне посилання з жовтня 2019] (рос.)
2. ↑  В Душанбе почалось будівництво найбільшої мечеті в Центральній Азії, інф. за 5 жовтня 2009 року на www.news.bigmir.net/ua/[недоступне посилання з червня 2019] (рос.)